# Katherine Rawls
Katherine Louise Rawls Thompson (Nashville, 14 giugno 1918 – White Sulphur Springs, 8 aprile 1982) è stata una nuotatrice e tuffatrice statunitense, che divenne aviatrice impegnata nella Seconda guerra mondiale.

## Biografia
Katherine Rawls era la più grande di quattro sorelle tutte dedite agli sport acquatici, al punto da essere soprannominate Water Babies ("le ragazze acquatiche"). Anche il fratello, l'unico maschio della famiglia, era un eccellente tuffatore.
Quanto ai risultati sportivi, Katherine Rawls fu la migliore atleta della famiglia. Alle Olimpiadi del 1932 vinse l'argento nei tuffi dal trampolino. Alle successive Olimpiadi del 1936 confermò l'argento dal trampolino, e si aggiudicò il bronzo nel nuoto con la staffetta 4 x 100 m stile libero. Nel 1937 fu nominata Atleta dell'Anno dalla Associated Press.
La cancellazione dei Giochi Olimpici del 1940 a causa della Seconda guerra mondiale determinò la fine della sua carriera agonistica. Complessivamente, Katherine Rawls aveva vinto 30 titoli nazionali statunitensi (26 nel nuoto e 5 nei tuffi), 3 medaglie olimpiche, ed aveva stabilito il record del mondo nei misti.
Abbandonati gli sport acquatici Katherine Rawls si dedicò ad un nuovo interesse, l'aviazione. Diventata la signora Thompson, 'Kay' fu una delle 28 donne aviatrici del Women's Auxiliary Ferrying Squadron (WAFS), lo squadrone femminile istituito nel 1942 che si occupava di trasportare gli aerei da guerra statunitensi fino alle zone di combattimento.
Nel 1965 fu inserita nella International Swimming Hall of Fame, la Hall of Fame internazionale degli sport acquatici. Residente dal 1933 a Fort Lauderdale, la località della Florida dove ha sede la Hall of Fame, fu proprio lei ad inaugurare la piscina del complesso espositivo.

## Palmarès
In carriera ha conseguito i seguenti risultati:
- Giochi olimpici

Los Angeles 1932: argento nel trampolino da 3 metri.
Berlino 1936: argento nel trampolino da 3 metri e bronzo nella 4x100 m stile libero.